# ЦИАТИМ-221
ЦИАТИМ-221 — кальциевая многоцелевая водо- и термостойкая пластичная смазка на основе силиконового масла.

## Описание
Название происходит от аббревиатуры ЦИАТИМ — Центральный институт авиационных топлив и масел. Именно в этом научно-исследовательском институте была разработана эта смазка. С 1954 года ЦИАТИМ перестал существовать как отдельное учреждение, превратившись в структурное подразделение ВНИИ НП (Всероссийский научно-исследовательский институт переработки нефти). Тем не менее, название «Циатим» закреплено в нормативных документах и продолжает использоваться сегодня.
ЦИАТИМ 221 (ГОСТ 9433-2021) термостойкая многоцелевая смазка. В её состав входит кремнийорганическая жидкость, загущённая комплексным мылом с добавлением антиокислительной присадки.

## Технические условия
Смазка производится по ГОСТ 9433-2021. Стандарт ГОСТ 9433-2021 распространяется на пластичную смазку, предназначенную для смазывания узлов трения и сопряжённых поверхностей «металл—металл» и «металл—резина», работающих при температуре от -60 до +150 °С.

## Область применения
ЦИАТИМ-221 применяется для смазывания различных подшипников качения в электрических машинах, в системах контроля и управления, в запорных вентилях баллонов для инертных газов. Эффективно используется в приборах с частотой вращения до 10 000 об/мин. Изначально предназначалась в основном для подшипников, являющихся частью конструкции различных агрегатов и узлов в авиационной технике и для сопряжённых поверхностей «металл-резина», предназначенных для работы в вакууме.
Основные эксплуатационные характеристики:
Внешний вид: Однородная мазь, гладкой структуры от светло-жёлтого до светло-коричневого цвета
 Предел прочности при 50 °С, Па, не менее 120
Смазка ЦИАТИМ-221 малоактивна, не оказывает токсического действия на организм, не раздражает кожу и слизистые оболочки.
Температура каплепадения, °С, не ниже 200 (По ГОСТ 6793-74)
- высокая гигроскопичность (7,1 % при выдержке в течение 16ч во влажном воздухе). При поглощении воды из влажного воздуха смазка уплотняется, и её эксплуатационные, в частности низкотемпературные свойства ухудшаются.
- водостойкость — смазка не растворяется в воде;
- сохраняет рабочие свойства даже при кипячении;
- низкая химическая стойкость — допустимо её применение лишь в среде с небольшими примесями агрессивных паров;
- инертна к полимерам и резине;
- сохраняет рабочие характеристики при остаточном давлении до 666,5 Па;
- температурный рабочий диапазон — от −60 до +150°С;
- допускает хранение без потери рабочих свойств в течение 40 лет.

## ЦИАТИМ-221F
Высокотемпературная смазка ЦИАТИМ-221F является вариантом смазки ЦИАТИМ-221. Благодаря введению в состав смазки ЦИАТИМ-221F ультрадисперсного политетрафторэтилена (PTFE) значительно улучшены противозадирные и противоизносные свойства смазки, что в 3 и более раза повышает срок службы подшипников и других механизмов. Кроме того, смазка ЦИАТИМ-221F характеризуется лучшей термостойкостью, хорошей механической стабильностью и отсутствием гигроскопичности (не впитывает влагу). Особенно эффективно использовать смазку ЦИАТИМ-221F в подшипниках электромашин при работе в агрессивных средах при повышенных или переменных нагрузках. Кроме того, благодаря формирующейся на поверхности пар трения плёнке микронной толщины из фторопласта значительно снижается шум и вибрация.  Строго говоря фторированные смазки производятся на базе перфторированных полиэфиров (ПФПЭ), поэтому ЦИАТИМ не относится к таковым.